# Campionati mondiali di nuoto 1978
La 3ª edizione dei campionati mondiali di nuoto si è tenuta a Berlino Ovest dal 20 al 28 agosto 1978.
La rassegna è stata ancora una volta dominata dagli Stati Uniti, che hanno conquistato 23 dei 37 titoli mondiali assegnati.

## Medagliere
| Pos.   | Paese            | Oro | Argento | Bronzo | Totale |
| ------ | ---------------- | --- | ------- | ------ | ------ |
| 1      | Stati Uniti      | 23  | 14      | 7      | 44     |
| 2      | Unione Sovietica | 6   | 4       | 6      | 16     |
| 3      | Canada           | 3   | 1       | 5      | 9      |
| 4      | Australia        | 2   | 0       | 0      | 2      |
| 5      | Germania Est     | 1   | 10      | 4      | 15     |
| 6      | Germania Ovest   | 1   | 2       | 4      | 7      |
| 7      | Italia           | 1   | 0       | 1      | 2      |
| 8      | Giappone         | 0   | 2       | 1      | 3      |
| 9      | Ungheria         | 0   | 1       | 2      | 3      |
| 10     | Jugoslavia       | 0   | 1       | 1      | 2      |
| 11     | Norvegia         | 0   | 1       | 0      | 1      |
| 11     | Nuova Zelanda    | 0   | 1       | 0      | 1      |
| 13     | Regno Unito      | 0   | 0       | 2      | 2      |
| 13     | Svezia           | 0   | 0       | 2      | 2      |
| 15     | Brasile          | 0   | 0       | 1      | 1      |
| 15     | Danimarca        | 0   | 0       | 1      | 1      |
| Totale | Totale           | 37  | 37      | 37     | 111    |

## Nuoto

### Uomini
| Evento               | Oro                                                                 | Perform.    | Argento                                                                         | Perform. | Bronzo                                                                     | Perform. |
| Stile libero         |                                                                     |             |                                                                                 |          |                                                                            |          |
| 100 m                | David McCagg                                                        | 50"24 RC    | Jim Montgomery                                                                  | 50"73    | Klaus Steinbach                                                            | 50"79    |
| 200 m                | Bill Forrester                                                      | 1'51"02 RC  | Rowdy Gaines                                                                    | 1'51"10  | Sergej Kopljakov                                                           | 1'51"33  |
| 400 m                | Vladimir Sal'nikov                                                  | 3'51"94 RC  | Jeff Float                                                                      | 3'53"42  | Bill Forrester                                                             | 3'53"97  |
| 1500 m               | Vladimir Sal'nikov                                                  | 15'03"99 RC | Borut Petrić                                                                    | 15'20"77 | Bobby Hackett                                                              | 15'23"38 |
| Dorso                |                                                                     |             |                                                                                 |          |                                                                            |          |
| 100 m                | Bob Jackson                                                         | 56"36 RC    | Peter Rocca                                                                     | 56"69    | Romulo Arantes                                                             | 58"01    |
| 200 m                | Jesse Vassallo                                                      | 2'02"16     | Gary Hurring                                                                    | 2'03"71  | Zoltán Verrasztó                                                           | 2'03"90  |
| Rana                 |                                                                     |             |                                                                                 |          |                                                                            |          |
| 100 m                | Walter Kusch                                                        | 1'03"56 RC  | Graham Smith                                                                    | 1'03"60  | Gerald Mörken                                                              | 1'03"62  |
| 200 m                | Nick Nevid                                                          | 2'18"37     | Arsens Miskarovs                                                                | 2'18"42  | Walter Kusch                                                               | 2'20"16  |
| Farfalla             |                                                                     |             |                                                                                 |          |                                                                            |          |
| 100 m                | Joe Bottom                                                          | 54"30       | Greg Jagenburg                                                                  | 55"26    | Pär Arvidsson                                                              | 55"38    |
| 200 m                | Mike Bruner                                                         | 1'59"38 RC  | Steve Gregg                                                                     | 1'59"80  | Roger Pyttel                                                               | 2'01"22  |
| Misti                |                                                                     |             |                                                                                 |          |                                                                            |          |
| 200 m                | Graham Smith                                                        | 2'03"65 RM  | Jesse Vassallo                                                                  | 2'04"99  | Aleksandr Sidorenko                                                        | 2'05"29  |
| 400 m                | Jesse Vassallo                                                      | 4'20"05 RM  | Sergej Fesenko                                                                  | 4'22"29  | András Hargitay                                                            | 4'27"04  |
| Staffette            |                                                                     |             |                                                                                 |          |                                                                            |          |
| 4x100 m stile libero | Stati Uniti Jack Babashoff Rowdy Gaines Jim Montgomery David McCagg | 3'19"74 RM  | Germania Ovest Andreas Schmidt Ulrich Temps Peter Knust Klaus Steinbach         | 3'26"65  | Svezia Per Holmertz Dan Larsson Per-Ola Quist Per-Alvar Magnusson          | 3'26"95  |
| 4x200 m stile libero | Stati Uniti Bruce Furniss Bill Forrester Bobby Hackett Rowdy Gaines | 7'20"82 RM  | Unione Sovietica Sergej Rusin Andrej Krylov Vladimir Sal'nikov Sergej Kopljakov | 7'28"41  | Germania Ovest Andreas Schmidt Peter Knust Karsken Lippmann Frank Wennmann | 7'33"29  |
| 4x100 m misti        | Stati Uniti Bob Jackson Nick Nevid Joe Bottom David McCagg          | 3'44"63 RC  | Germania Ovest Klaus Steinbach Walter Kusch Michael Kraus Andreas Schmidt       | 3'48"58  | Regno Unito Gary Abraham Duncan Goodhew John Mills Martin Smith            | 3'49"06  |

### Donne
| Evento               | Oro                                                                       | Perform.   | Argento                                                                 | Perform. | Bronzo                                                                       | Perform. |
| Stile libero         |                                                                           |            |                                                                         |          |                                                                              |          |
| 100 m                | Barbara Krause                                                            | 55"68 RC   | Lene Jenssen                                                            | 56"82    | Larisa Carëva                                                                | 56"85    |
| 200 m                | Cynthia Woodhead                                                          | 1'58"53 RM | Barbara Krause                                                          | 1'59"78  | Larisa Carëva                                                                | 2'01"76  |
| 400 m                | Tracey Wickham                                                            | 4'06"28 RM | Cynthia Woodhead                                                        | 4'07"15  | Kim Linehan                                                                  | 4'07"73  |
| 800 m                | Tracey Wickham                                                            | 8'24"94 RC | Cynthia Woodhead                                                        | 8'29"35  | Kim Linehan                                                                  | 8'32"60  |
| Dorso                |                                                                           |            |                                                                         |          |                                                                              |          |
| 100 m                | Linda Jezek                                                               | 1'02"55 RC | Birgit Treiber                                                          | 1'03"18  | Cheryl Gibson                                                                | 1'03"43  |
| 200 m                | Linda Jezek                                                               | 2'11"93 RM | Birgit Treiber                                                          | 2'14"07  | Cheryl Gibson                                                                | 2'14"23  |
| Rana                 |                                                                           |            |                                                                         |          |                                                                              |          |
| 100 m                | Julia Bogdanova                                                           | 1'10"31 RM | Tracy Caulkins                                                          | 1'10"77  | Margaret Kelly                                                               | 1'11"99  |
| 200 m                | Lina Kačiušytė                                                            | 2'31"42 RM | Julia Bogdanova                                                         | 2'32"69  | Susanne Nielsson                                                             | 2'33"60  |
| Farfalla             |                                                                           |            |                                                                         |          |                                                                              |          |
| 100 m                | Joan Pennington                                                           | 1'00"20 RC | Andrea Pollack                                                          | 1'00"26  | Wendy Quirk                                                                  | 1'01"82  |
| 200 m                | Tracy Caulkins                                                            | 2'09"87 RM | Nancy Hogshead                                                          | 2'11"30  | Andrea Pollack                                                               | 2'12"63  |
| Misti                |                                                                           |            |                                                                         |          |                                                                              |          |
| 200 m                | Tracy Caulkins                                                            | 2'14"07 RM | Joan Pennington                                                         | 2'14"98  | Ulrike Tauber                                                                | 2'15"99  |
| 400 m                | Tracy Caulkins                                                            | 4'40"83 RM | Ulrike Tauber                                                           | 4'47"52  | Petra Schneider                                                              | 4'48"56  |
| Staffette            |                                                                           |            |                                                                         |          |                                                                              |          |
| 4×100 m stile libero | Stati Uniti Tracy Caulkins Stephanie Elkins Jill Sterkel Cynthia Woodhead | 3'43"43 RM | Germania Est Heike Witt Caren Metschuck Barbara Krause Petra Priemer    | 3'47"37  | Canada Gail Amundrud Nancy Garapick Sue Sloan Wendy Quirk                    | 3'49"59  |
| 4×100 m misti        | Stati Uniti Linda Jezek Tracy Caulkins Joan Pennington Cynthia Woodhead   | 4'08"21 RC | Germania Est Birgit Treiber Ramona Reinke Andrea Pollack Barbara Krause | 4'09"13  | Unione Sovietica Elena Kruglova Julia Bogdanova Irina Aksenova Larisa Carëva | 4'14"91  |

## Tuffi

### Uomini
| Evento          | Oro           | Perform. | Argento       | Perform. | Bronzo           | Perform. |
| Trampolino 3m   | Phil Boggs    | 913.95   | Falk Hoffmann | 873.33   | Giorgio Cagnotto | 845.51   |
| Piattaforma 10m | Greg Louganis | 844.11   | Falk Hoffmann | 836.76   | Vladimir Alejkin | 813.16   |

### Donne
| Evento          | Oro            | Perform. | Argento         | Perform. | Bronzo            | Perform. |
| Trampolino 3m   | Irina Kalynina | 691.43   | Cynthia Potter  | 643.22   | Jennifer Chandler | 637.41   |
| Piattaforma 10m | Irina Kalynina | 412.71   | Martina Jäschke | 384.09   | Melissa Briley    | 364.74   |

## Nuoto Sincronizzato
| Evento  | Oro                                      | Perform. | Argento                                  | Perform. | Bronzo                                | Perform. |
| Solo    | Helen Vanderburg                         | 187.849  | Pam Tryon                                | 181.499  | Yasuko Unezaki                        | 179.650  |
| Duo     | Canada Michelle Calkins Helen Vanderburg | 183.300  | Giappone Masako Fujiwara Yasuko Fujiwara | 181.842  | Stati Uniti Michelle Barone Pam Tryon | 180.758  |
| Squadra | Stati Uniti                              | 182.300  | Giappone                                 | 181.842  | Canada                                | 180.758  |

## Pallanuoto
| Evento                 | Oro    | Argento  | Bronzo     |
| T. Maschile (Dettagli) | Italia | Ungheria | Jugoslavia |